# Shauna Grant
Pour les articles homonymes, voir Grant et Applegate.
Shauna Grant, née Collen Marie Applegate le 30 mai 1963 à Bellflower, Californie, et morte le 23 mars 1984 à Palm Springs, est une actrice américaine ayant accompli une courte carrière pornographique.
Décédée à vingt ans des suites d’un suicide, Shauna Grant connut une adolescence angoissée et difficile qu’elle tenta d’effacer par un recours à la drogue. Entrée dans le monde de la pornographie, elle suivit une pente fatale jusqu’à l’ultime issue.

## Biographie
Dès son plus jeune âge, sa famille se déplace à Farmington, petite ville du Minnesota, où elle grandit en menant la vie d’une sage jeune fille américaine. Adolescente, elle fait preuve d’un esprit rebelle qui s’exprime par un rejet de l’autorité parentale et par une préférence pour le baseball et des activités de cheerleader plutôt que pour les études. À l’âge de dix-huit ans, elle obtient un diplôme dans le lycée de sa ville mais se montre de plus en plus indisciplinée. Sur les instances de ses parents, elle finit néanmoins par décrocher un emploi dans la compagnie de téléphone où travaille son père.
Cette vie paisible dure cependant peu de temps. Elle s’enfuit bientôt avec son petit ami du moment, Mike Marcell, et va s’installer en Californie. Deux mois à peine après son arrivée, elle se sépare de Mike et retourne vivre chez ses parents.
Répondant à une petite annonce, elle commence à poser nue pour des magazines masculins tels que Penthouse ou Hustler. Peu après, en 1982, elle tourne ses premiers « loops » pornographiques sous la direction de Suze Randall qui réalise aussi quelques séries de splendides photos. Cet argent facile l’incite à persévérer et elle débute la même année dans un long métrage, Suzie Superstar, de Gary Graver.
Mais elle n’est pas à sa place dans ce milieu où elle ne demeure qu’à cause des besoins financiers causés par son accoutumance à la cocaïne. Les scènes de sexe lui sont pénibles et elle ne les réalise que grâce à la drogue.
À partir de 1983, elle devient la maîtresse d'un dealer, Jake Ehrlich, qui, conscient du piège dans lequel elle est tombée, tente de la faire décrocher en commençant par l’éloigner du milieu du porno. Ils achètent ensemble une maison, puis une boutique d’articles de cuir, sans que Shauna parvienne vraiment à renoncer à la drogue.
Le jour où Jake est arrêté pour trafic de drogue, elle se retrouve seule et sans ressources et n'a d’autre recours que de reprendre le chemin des plateaux de films X. Sombrant dans une profonde dépression, elle s’enferme le 21 mars 1984 dans sa chambre et, armée du revolver de Mike, met fin à ses jours en se tirant une balle dans la tête.
Elle allait avoir vingt-et-un ans et déclarait avoir comme espoir :
I need to be sure. I want a commitment... All I ever wanted is a house, kids, and a man who loves me.
Ce qui peut se traduire par :
« J'ai besoin de me sentir en sécurité. J'ai besoin d'une relation solide... Tout ce que j'ai toujours voulu est une maison, des enfants et un homme qui m'aime ».
Elle est enterrée au cimetière de "Saint Michael's Catholic Cemetery" dans le Comté de Dakota (Minnesota).

## Dans la culture populaire
- Des séries et des téléfilms comme Shattered Innocence (L'Innocence foudroyée) de Sandor Stern font référence à son histoire[2].
- En 1989 John Elefante (du groupe rock chrétien Mastedon) a écrit une chanson Innocent Girl en sa mémoire.
- Le groupe death metal Ripping Corpse a écrit Deeper Demons en 1991.
- Klaus Flouride écrit la chanson Dancing with Shauna Grant en 1991.
- Un épisode de la série Hooker (1982-85) fait clairement allusion à sa vie.
- Shauna: Every Man's Fantasy (1985) documentaire de Roberta Findlay.
- Frontline: Death of a Porn Queen (1987) documentaire.
- Shauna Grant: The Early Years (1988) documentaire de John Shubert.
- Hard Copy : Shauna Grant juin (1990) documentaire.
- Koudlam écrit la chanson I Will Fade Away en 2011.